# Anna Zaháňská († 1426/1433)
Anna Zaháňská (polsky Anna żagańska) (narozena 1390/1397, zemřela 1426, nejpozději 30. červenec 1433) – od roku 1417 kněžna osvětimská.

## Život
Anna byla dcerou zaháňského knížete Jindřicha VIII. Vrabce († 1397) a opolské kněžny Kateřiny Opolské († 1420).
Okolo roku 1417 byla provdána za Kazimíra Osvětimského. Dle historiků bylo manželství uzavřeno, aby si Kazimír zajistil přízeň a podporu bratrů Anny ve sporu se strýcem Boleslavem I. o dědictví Hlohovského knížectví po svém dědovi Přemyslovi I. Nošákovi. Spor rozhodl bratr Anny – Jindřich IX. Starší († 1467) ve prospěch Kazimíra.
V manželství se narodili tři synové:
- Václav I. Zátorský (1414–1468)
- Přemysl Tošecký (1425–1484)
- Jan IV. Osvětimský (1426–1496)

## Smrt
Místo jejího pochování není známo. Historici připouští, že by mohla být pohřbena v kostele kláštera dominikánů v Osvětimi (polsky Kościół Matki Bożej Wspomożenia Wiernych), kde byl pochován i její manžel Kazimír.
Po její smrti se Kazimír oženil ještě jednou, s Markétou, dcerou Jana II. Opavského. Druhé manželství bylo bezdětné.